# Gertrud
Pour les articles homonymes, voir Gertrude.
Pour plus de détails, voir Fiche technique et Distribution.
Gertrud est un film danois de Carl Theodor Dreyer sorti en 1964.

## Synopsis
Gertrud, femme belle, ardente et éprise d'absolu, ex-diva, quitte son mari Gustav, avocat éminent, parce que leur relation ne lui convient plus (ils s'étaient mutuellement promis, avant leur mariage, de se séparer si leur amour ne convenait plus à l'un d'eux, ce qui est maintenant le cas pour Gertrud : la relation est devenue trop tiède à son gré) et parce qu'elle aime passionnément Erland Jansson, jeune et très talentueux compositeur.
S'apercevant que pour ce dernier elle ne représente qu'une aventure, elle décide de le quitter et de partir.
Elle revoit Gabriel Lidman, poète célèbre, son ex-amant (qu'elle avait quitté lui aussi parce que son amour pour elle n'était pas assez absolu, à la suite de quoi elle avait épousé Gustav) qui lui propose de partir avec lui à Rome, où il réside.
Elle refuse et part seule : ainsi vivra-t-elle le reste de sa vie.

## Fiche technique
- Titre original : Gertrud
- Réalisation : Carl Theodor Dreyer ; assistants : Solveig Ersgaard et Jens Ravn
- Scénario : Carl Theodor Dreyer d'après la pièce de Hjalmar Söderberg
- Musique : Jorgen Jersild
- Poème : Grethe Rijsberg Thomsen
- Images : Henning Bendtsen
- Son : Knud Kristensen
- Éclairage : Ove Hansen
- Décors : Kai Rasch
- Montage : Edith Schlussel
- Costumes : Berit Nykjaer
- Costumes de Gertrud : Fabielle
- Chapeaux de Gertrud : Winnie
- Costumes masculins : M.G. Rasmussen
- Maquillage : Bodil Overbye
- Tourné durant l'été 1964 aux studios de Hellerup et dans le parc du château de Vallo
- Noir et blanc
- Durée : 119 minutes - longueur : 3240 mètres
- Dates de premières : à Paris le 18 décembre 1964 et Copenhague le 1er janvier 1965

## Distribution
- Nina Pens Rode : Gertrud
- Bendt Rothe : Gustav Kanning, son mari
- Ebbe Rode : Gabriel Lidman, le poète
- Baard Owe : Erland Jansson, le pianiste
- Axel Strobye : Axel Nygren, le docteur
- Anna Malberg : la mère de Gustav Kanning
- Karl Gustav Ahlefeldt
- Vera Gebuhr
- Carl johan Hviid
- William Knoblauch
- Lars Knutzon
- Edouard Mielche

## Autour du film
- C'est le dernier film réalisé par Dreyer.

### Revue de presse
- Claude Miller, « Gertrud », Téléciné, no 120, Fédération des Loisirs et Culture Cinématographique (FLECC), Paris, mars 1965,  (ISSN 0049-3287).